# 2018年溫布頓網球錦標賽
2018年溫布頓網球錦標賽是2018年的一項大滿貫賽事，也是第132屆温布尔登网球锦标赛賽事，於2018年7月2日至15日在溫布頓舉行。